# 西室淳子
西室 淳子（にしむろ じゅんこ、1980年12月21日 - ）は、日本のカーリング選手、長野県軽井沢町出身。旧姓 園部。

## 経歴
軽井沢町立軽井沢中学校在学中の1994年に土屋由加子らと「Pic Tic」を結成した。1997年には妹の園部智子が加入、同年12月の日本ジュニアカーリング選手権では2位、日本カーリング選手権では3位となった。1998年長野オリンピックの聖火リレーに参加、カーリング会場のある軽井沢町の聖火台に聖火を点灯した。
2003年6月、車で帰宅中、玉突き事故に巻き込まれ重傷を負った。2004年3月、トリノオリンピック日本代表候補強化合宿兼選考会に参加。通算成績は0勝5敗で参加4チーム中4位。
2005年2月の日本カーリング選手権大会で優勝、パシフィックカーリング選手権出場権を獲得した。いったんはトリノオリンピック代表に内定していたチーム青森と同年11月23日にトリノオリンピック女子カーリング日本代表決定戦で対戦、チーム青森に2連勝すればオリンピック日本代表に選ばれるチャンスを得たが、第1戦で敗れてオリンピック出場は果たせなかった。12月に台北で行われたパシフィックカーリング選手権で優勝し、世界カーリング選手権出場権を獲得した。
2006年3月の世界カーリング選手権では3勝8敗で11位となったが、トリノオリンピック4位のノルウェーのドーリ・ナルビエのチームを破った。この大会でサードとして出場した彼女は、参加選手全員の投票によって「最もスポーツマン精神を持った選手」に贈られるFrances Brodie Awardを受賞した。日本人としては、1995年の石垣綾子に次いで2人目の受賞であった。12月に翌2007年青森市で行われる世界カーリング選手権の代表選考会でチーム青森と対戦、2勝3敗で代表を逃した。
2007年アジア冬季競技大会では予選を5勝1敗の1位で通過したが、決勝で韓国に6-7と敗れて銀メダルを獲得した。第24回日本カーリング選手権ではチーム青森に敗れて準優勝となった。
2008年の日本カーリング選手権では準優勝、同年の軽井沢国際カーリング選手権大会では決勝でチーム青森を破り初優勝を果たした。
2009年にバンクーバーオリンピック女子カーリング日本代表決定戦で北海道常呂高等学校を破り、チーム青森と対戦したが0勝4敗（チーム青森には2勝のアドバンテージあり。）で敗れた。
2010年4月末、所属していたチーム長野が解散、同年8月に富士急行カーリング部「チームフジヤマ」（監督:小林宏）に加入した。同年12月の山梨県選手権ではサードを務め優勝した。
2019年7月、チーム富士急（旧チームフジヤマ）から退部および富士急行から退社したことを発表した。
2020年シーズンよりSC軽井沢クラブに正式加入。

## チーム

### 4人制女子
| シーズン | フォース      | サード        | セカンド    | リード     | リザーブ   | 主な大会                    |
| -------- | ------------- | ------------- | ----------- | ---------- | ---------- | --------------------------- |
| 1997–98  | 土屋由加子(s) | 小林由佳      | 依田三華    | 園部智子   | 園部淳子   | JCC 1998                    |
| 1998–99  | 土屋由加子(s) | 依田三華      | 小林由佳    | 園部淳子   | 園部智子   | JCC 1999                    |
| 2001–02  | 土屋由加子(s) | 園部淳子      | 園部智子    | 亀山智恵美 | 佐藤みつき | JCC 2002                    |
| 2002–03  | 土屋由加子(s) | 園部淳子      | 園部智子    | 亀山智恵美 | 佐藤みつき | JCC 2003                    |
| 2003–04  | 土屋由加子(s) | 園部淳子      | 園部智子    | 亀山智恵美 | 佐藤みつき | JCC 2004                    |
| 2004–05  | 土屋由加子(s) | 園部淳子      | 園部智子    | 亀山智恵美 | 佐藤みつき | JCC 2005                    |
| 2005–06  | 土屋由加子(s) | 園部淳子      | 園部智子    | 亀山智恵美 | 佐藤みつき | PCC 2005,JCC 2006,WWCC 2006 |
| 2006–07  | 土屋由加子(s) | 園部淳子      | 園部智子    | 佐藤みつき | 佐藤美幸   | JCC 2007                    |
| 2007–08  | 土屋由加子(s) | 園部智子      | 園部淳子    | 佐藤みつき | 佐藤美幸   | JCC 2008                    |
| 2009–10  | 土屋由加子(s) | 園部淳子      | 園部智子    | 谷本文子   |            | 五輪代表決定戦              |
| 2012–13  | 園部淳子      | 小穴桃里(s)   | 栁澤実知    | 豊田莉子   |            |                             |
| 2013–14  | 園部淳子      | 小穴桃里(s)   | 栁澤実知    | 豊田莉子   |            | JCC 2014                    |
| 2014–15  | 西室淳子      | 栁澤実知      | 小穴桃里(s) | 豊田莉子   | 小谷優奈   | JCC 2015                    |
| 2015–16  | 西室淳子      | 栁澤実知      | 小穴桃里(s) | 小谷優奈   | 豊田莉子   | JCC 2016                    |
| 2016–17  | 西室淳子      | 小穴桃里(s)   | 小谷優奈    | 石垣真央   | 倉光杏佳   | JCC 2017                    |
| 2017–18  | 小穴桃里(s)   | 小谷優奈      | 石垣真央    | 小谷有理沙 | 西室淳子   | JCC 2018                    |
| 2018–19  | 小穴桃里(s)   | 西室淳子      | 石垣真央    | 小谷有理沙 | 小谷優奈   | JCC 2019                    |
| 2020–21  | 江並杏実      | 金井亜翠香(s) | 西室淳子    | 両川萌音   |            | JCC 2021                    |
| 2021–22  | 金井亜翠香(s) | 江並杏実      | 西室淳子    | 両川萌音   |            | JCC 2022                    |
| 2022–23  | 金井亜翠香(s) | 江並杏実      | 西室淳子    | 上野美優   | 両川萌音   | JCC 2023                    |
| 2023-24  | 上野美優 (s)  | 金井亜翠香    | 西室淳子    | 上野結生   | 両川萌音   | JCC 2024                    |
| 2024-25  | 上野美優 (s)  | 上野結生      | 西室淳子    | 金井亜翠香 |            | JCC 2025                    |

(s)…スキップ

### ミックスダブルス
| シーズン | 女性     | 男性   | 主な大会   |
| -------- | -------- | ------ | ---------- |
| 2019–20  | 西室淳子 | 塚本達 | JMDCC 2020 |
| 2022–23  | 西室淳子 | 塚本達 | JMDCC 2023 |